# アクシェヒル湖
アクシェヒル湖（トルコ語: Akşehir Gölü）とは、トルコの淡水の内陸湖である。
トルコ南西部に位置し、アフィヨンカラヒサール県とコンヤ県にまたがる。湖の南8kmには同じ名前を持つアクシェヒルの町が存在する。
アクシェヒル湖には西部のスルタン山地、北部のエミル山地、北西のエベル湖から河川が流入しており、著しい流出口は持たない中央と北側は湖底の湧き水のために塩分濃度が高くなっている。湖岸には湿地帯が広がり、湖水は灌漑に利用されている。西岸にはアフィヨンカラヒサールからコンヤに至る鉄道の線路が敷設されている。
アクシェヒル湖ではコイやマスなどの淡水魚の漁が行われている。1989年にアクシェヒル湖はバードライフ・インターナショナルによって重要野鳥生息地に指定され、世界的に絶滅の危機に瀕する水鳥類が狩猟、繁殖期に起きる草むらでの創傷、環境汚染といった危険から保護されている。